# 筑摩號列車
筑摩號列車，是曾經行走於大阪站至長野站之間，途經東海道本線、中央本線、篠之井線、信越本線的準急、急行列車。在晩年以夜行列車的形式運行。
在本條目內，將會記載過往行走於中央本線鹽尻站至名古屋站之間（中央西線）的夜行列車變遷。

## 概要
「筑摩」號列車在1959年開始以準急列車的形式開始運行，直至2003年前都是定期列車。由於其列車的競爭對手高速巴士，開始開設來往近畿地方與長野縣的夜行高速巴士，加上巴士的車費比較便宜。因此，在2003年10月1日時間表修正以後，「筑摩」降級為只於假期時運行的臨時列車。最後，在2005年10月8日以後沒有再開設「筑摩」。

### 列車名的由來
名稱是取自長野縣松本的地方名「筑摩」。但是「筑摩」的讀法與日文原文可解作於長野縣內的「千曲」，而正式的列車名稱是取自前者。

## 廢止之前的運行狀況

### 停車站
大阪站－新大阪站－京都站－大津站－米原站－大垣站－岐阜站－名古屋站－（千種站）－（多治見站）－木曾福島站－鹽尻站－松本站－聖高原站－篠之井站－長野站
- 下行只停（　）內的車站。中津川站會運輸停站。

### 使用車輛
- Kiha57系柴油列車（日语：国鉄キハ57系気動車）（1961年 - 1963年9月。「志賀」「丸池」「戶隱」共用。但是，隨後很少使用運行上述班次）
- Kiha58系柴油列車（日语：国鉄キハ58系気動車）（1963年10月 - 1978年10月。在使用Kiha57系各形式編成時加入此車輛）
- Suha43系（日语：国鉄スハ43系客車）等 + 10系臥鋪車（日语：国鉄10系客車#寝台車）(臨時)
- 12系客車（日语：国鉄12系客車） + 20系客車1000・2000番台（日语：国鉄20系客車）（1978年10月 - 1986年10月）
- 12系客車 + 14系臥鋪車（14形→15形）（1986年10月 - 1997年9月）
- 165系電動列車（日语：国鉄165系電車）(臨時)
- 167系電動列車（日语：国鉄165系電車）(臨時)
- 383系電動列車（1997年10月1日 - 2003年9月30日）
- 381系電動列車（日语：国鉄381系電車）（2003年10月1日 - 2005年10月7日）
  - 由JR東海神領車輛區（日语：神領車両区）所屬，6卡編成。

## 中央西線夜行列車變遷
- 1947年（昭和22年）6月21日：來往名古屋站至長野站之間夜行準急列車「木曾」開始運行[3]。
- 1959年（昭和34年）12月13日：來往大阪站至長野站之間準急「筑摩」開始運行。在運行當初，前往長野的班次為夜行列車，前往大阪的班次為日間列車[4]。
- 1961年（昭和36年）10月1日：隨著實施3·6·10（日语：サンロクトオ）時間表修正，作出以下變更：
  1. 「筑摩」升級為急行列車[4]。
  2. 來往大阪站至日光站之間（經長野站、信越本線、兩毛線）的團體專用列車（日语：団体専用列車）「信越日光觀光」開始運行。
  3. 來往名古屋站至長野站之間的夜行準急「御嶽」、夜行急行「安曇」開始運行。「御嶽」為季節列車[5]。
- 1963年（昭和38年）2月 - 3月：「安曇」開始經長野站駛入長野電鐵木島站 (日本)和湯田中站。
- 1966年（昭和41年）
  - 3月5日：隨著準急列車制度改變，「御嶽」升級為急行列車[5]。
  - 3月29日：隨著實施時間表修正，來往大阪站至長野站之間的「筑摩」增加班次。共設有夜行列車和日間列車各1往返班次[5]。
  - 7月：開設直通至大糸線的臨時急行列車「黑四」，在大阪站至松本站之間與「筑摩」結併運行。從大阪出發為夜行列車，前往大阪的列車為日間列車。
  - 10月1日：實施時間表修正，團體專用列車「信州日光觀光」中，大阪站至長野站之間分離，把分離的運行區間名為「彩雲」。該列車前往長野的班次為夜行列車，前往大阪的班次為日間列車[6]。
- 1968年（昭和43年）10月1日：隨著實施4·3·10（日语：ヨンサントオ）時間表修正，作出以下變更：
  1. 「彩雲」整合至「筑摩」。包含季節列車，夜行「筑摩」設有1.5往返班次，日間「筑摩」設有1.5往返班次[5]。
  2. 「御嶽」廢止[5]。
  3. 「安曇」整合至「木曾」[5]。
- 1971年（昭和46年）：「筑摩」日間1往返班次變為特急「信濃」。包含「筑摩」季節列車，夜行「筑摩」設有1.5往返班次，日間「筑摩」設有0.5往返班次。
- 1972年（昭和47年）：「筑摩」的定期夜行列車班次改用柴油列車。「黑四」也改用柴油列車，但只限從大阪出發的班次。
- 1978年（昭和53年）：「筑摩」的定期夜行列車班次改用20系客車（日语：国鉄20系客車）。季節列車（日语：季節列車）「筑摩」的1往返班次（大阪出發為夜行，前往大阪為日間班次）改用電動列車。而「黑四」的結併列車由定期「筑摩」改為同日使用電動列車的季節列車「筑摩」，「黑四」前往大阪的班次也同樣變動。
- 1985年（昭和60年）：「木曾」廢止。變更定期「筑摩」來往大阪至名古屋之間的時段，同時加停名古屋站施。
- 1986年（昭和61年）：「筑摩」的定期夜行列車改用12系客車（日语：国鉄12系客車）和14系臥鋪車[7]。「黑四」的結併列車「筑摩」成為臨時列車。
- 1987年（昭和62年）：伴隨國鐵分割民營化，客車由西日本旅客鐵道（JR西日本），機車由東日本旅客鐵道（JR東日本）、日本貨物鐵道（JR貨物）營運。
- 1994年（平成6年）：「筑摩」臥鋪車改用14系15形臥鋪車。B臥鋪（日语：B寝台）改用雙層床。
- 1997年（平成9年）：「筑摩」的定期夜行列車改用JR東海的383系電動列車（廣寬視野電動列車），並與L特急「信濃」共同使用[8]。
- 2000年（平成12年）春・秋：「黑四」改用381系電動列車並成為臨時列車，並不再結併臨時「筑摩」。[9][10]。「筑摩」獨立運行。
- 2003年（平成15年）10月1日：實施時間表修正，「信濃」的定期夜行列車降級為臨時列車[1]，並改用381系電動列車[11]。
- 2005年（平成17年）：當年年度的臨時列車中，最後運輸日為1月3日（從長野出發）和10月7日（從大阪出阪）（均以出發站日期為標準）。
  - 在2004 - 2005年冬季臨時列車中，設有上下行班次[12]。在2005年春天以後，只有從大阪出發的班次，秋天後不再運行[13][14]。

### 列車愛稱的由來
（按五十音排列）
- 「安曇」：長野縣的風景勝地安曇野（日语：安曇野）[5]。
- 「御嶽」：長野縣與岐阜縣邊界的木曾御嶽山[5]。
- 「木曾」：在列車通過的地方名，長野縣中信地方木曾地域（日语：木曽地域）與在其地域的河流木曾川[3]。
- 「彩雲」：天空光學現象彩雲。在夜行列車的列車名稱中，多以使用天體、氣候名稱命名。
- 「信濃」：大部分於長野縣的舊國名為「信濃」[15]。
- 「黑四」：關西電力「黑部水壩」、「黑部川第四發電廠」通稱「黑四」。